# (36899) 2000 SW172
2000 SW172 (asteroide 36899) é um asteroide da cintura principal. Possui uma excentricidade de 0.15470780 e uma inclinação de 5.13246º.
Este asteroide foi descoberto no dia 27 de setembro de 2000 por LINEAR em Socorro.